# 267ª Squadriglia
La 267ª Squadriglia è stato un reparto del Corpo Aeronautico del Regio Esercito durante la Prima guerra mondiale.

## Storia
Nel maggio 1917 la Sezione Idrovolanti di Porto Maurizio riceve tre FBA Type H diventando così la 9ª Sezione FBA comandata dal Tenente Pergani.

In agosto in totale sono sei gli FBA al comando del Capitano Anselmo Cesaroni che a fine anno dispone di altri tre piloti.
Nel gennaio 1918 alcune mareggiate provocano danni allo scalo. 

In primavera dello stesso anno la Sezione diventa 267ª Squadriglia, al comando del Cap. Domenico Ferrari, e dispone di altri sette piloti e di un totale di otto FBA.
Il 5 luglio due idrovolanti della squadriglia prendono parte alla caccia ad un sommergibile che ha attaccato il convoglio Ga G. 36, ma uno di essi deve ammarare per un'emergenza e verrà recuperato il giorno seguente.
Il 17 settembre gli idrovolanti della Squadriglia attaccano un sommergibile. 
Alla fine del conflitto, il 4 novembre, la forza era di otto FBA.

Nel conflitto il reparto ha svolto 869 missioni, delle quali 275 nel 1917.
La squdriglia viene sciolta il 30 gennaio 1919.